# Monolitowy krzyż kamienny w Mirocinie Dolnym

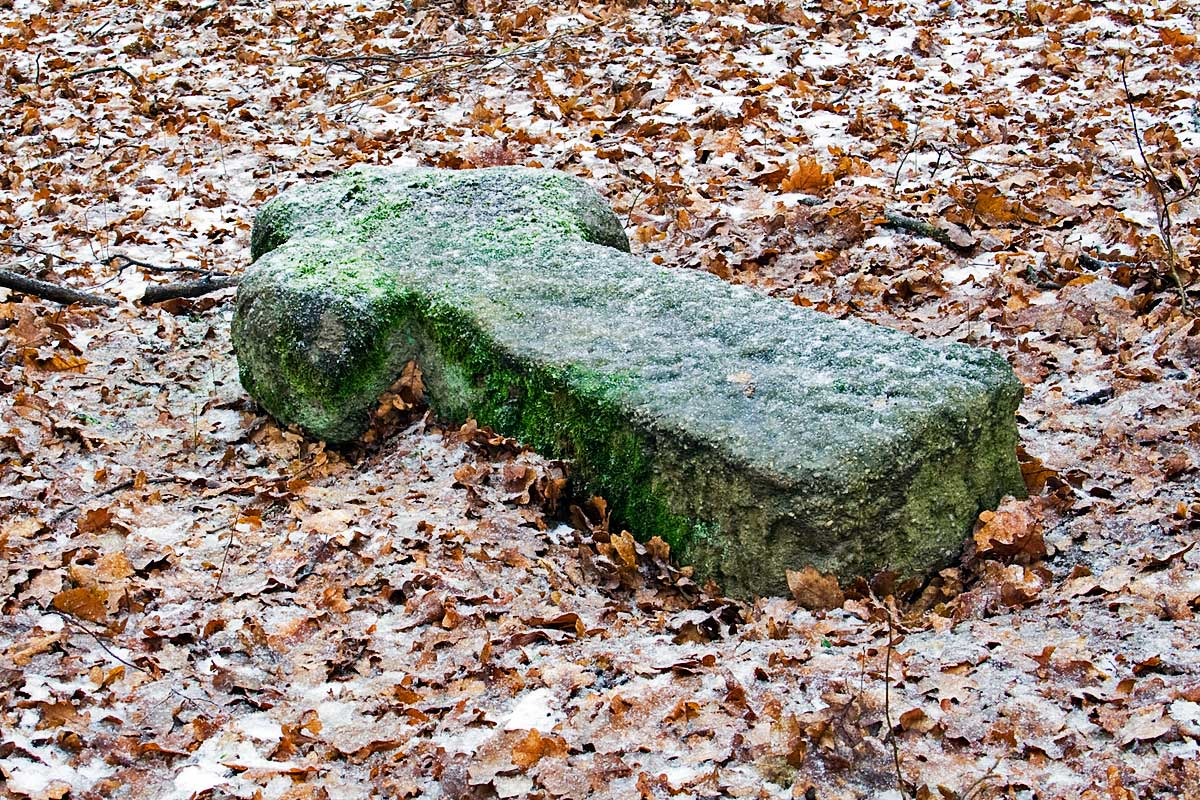

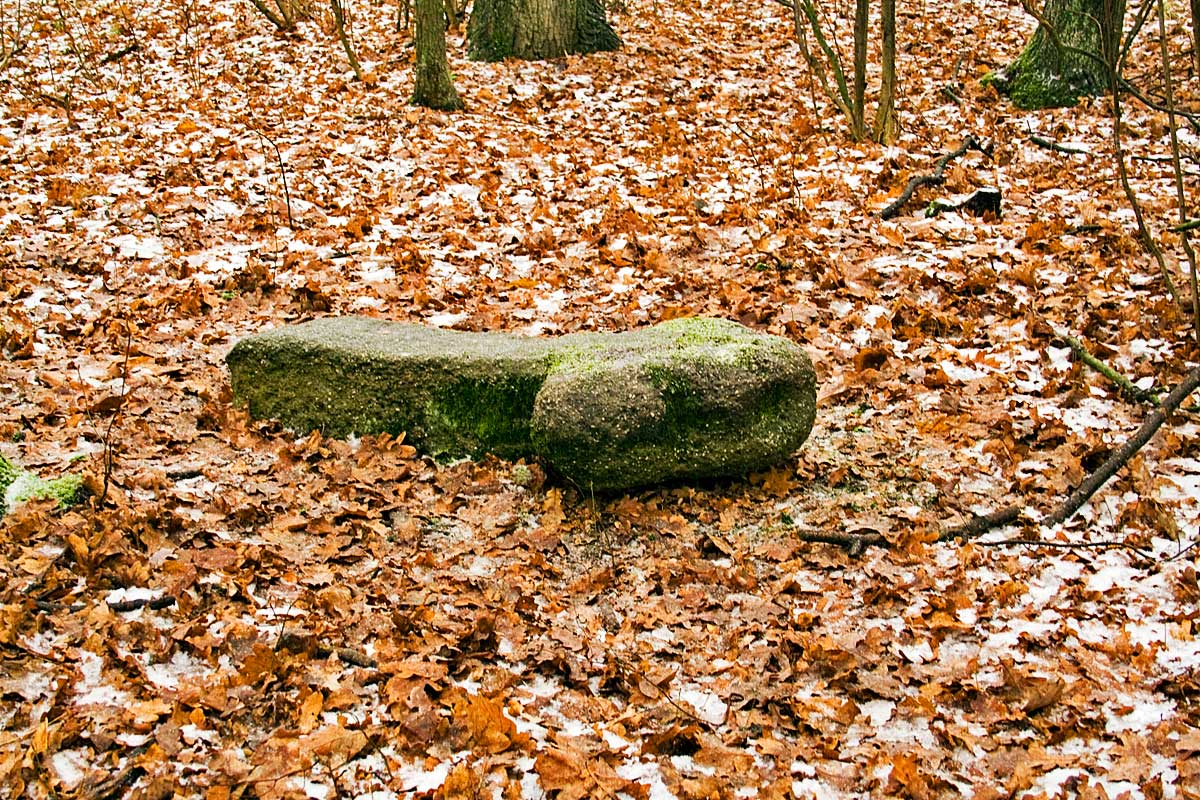
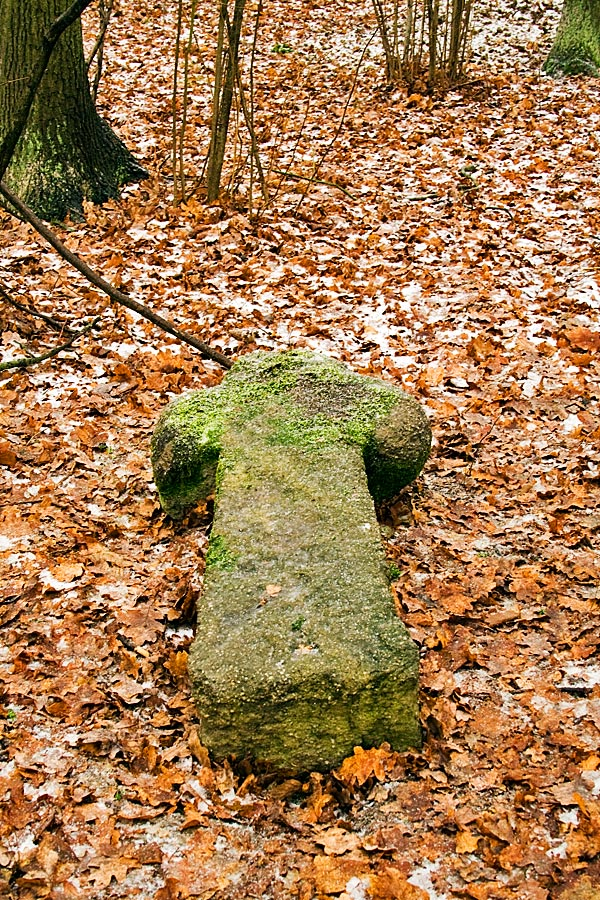

Monolitowy krzyż kamienny, znajdujący się w lesie między Mirocinem Dolnym a Kożuchowem, o wymiarach 138 x 68 x 22/34 cm. Wykonany ze zlepieńca.
Nie jest znana data ani powód powstania tego krzyża. Możliwe, że pochodzi on z późnego średniowiecza. Jest to jednak hipoteza nie poparta żadnymi dowodami. Datowanie utrudnia również bardzo prosta forma krzyża, nieposiadającego cech stylowych, pozwalających na przybliżone datowanie metodą analizy porównawczej. Przypuszczenie, że jest to tzw. krzyż pokutny również nie opiera się na żadnych dowodach lecz jest wynikiem nieuprawnionego założenia, że wszystkie kamienne monolitowe krzyże, nieznanego wieku i pochodzenia, są krzyżami pokutnymi. 
Położenie krzyża na mapie i współrzędne:  N 51° 46’ 17 E 15° 34’ 33. 